# 賓夕法尼亞州費城聖殿
賓夕法尼亞費城聖殿（英語：Philadelphia Pennsylvania Temple）是耶稣基督後期聖徒教会在洛根广场的邻里费城。 教會當時的總會會長多馬·孟蓀（Thomas S. Monson）于2008年10月4日，在教會第178届半年度總會大會中宣布了建造圣殿的意图。 该聖殿是教會在宾夕法尼亚州的第一座聖殿，也是华盛顿特区和纽约市之间的第一座聖殿。 